# Kaputelefon

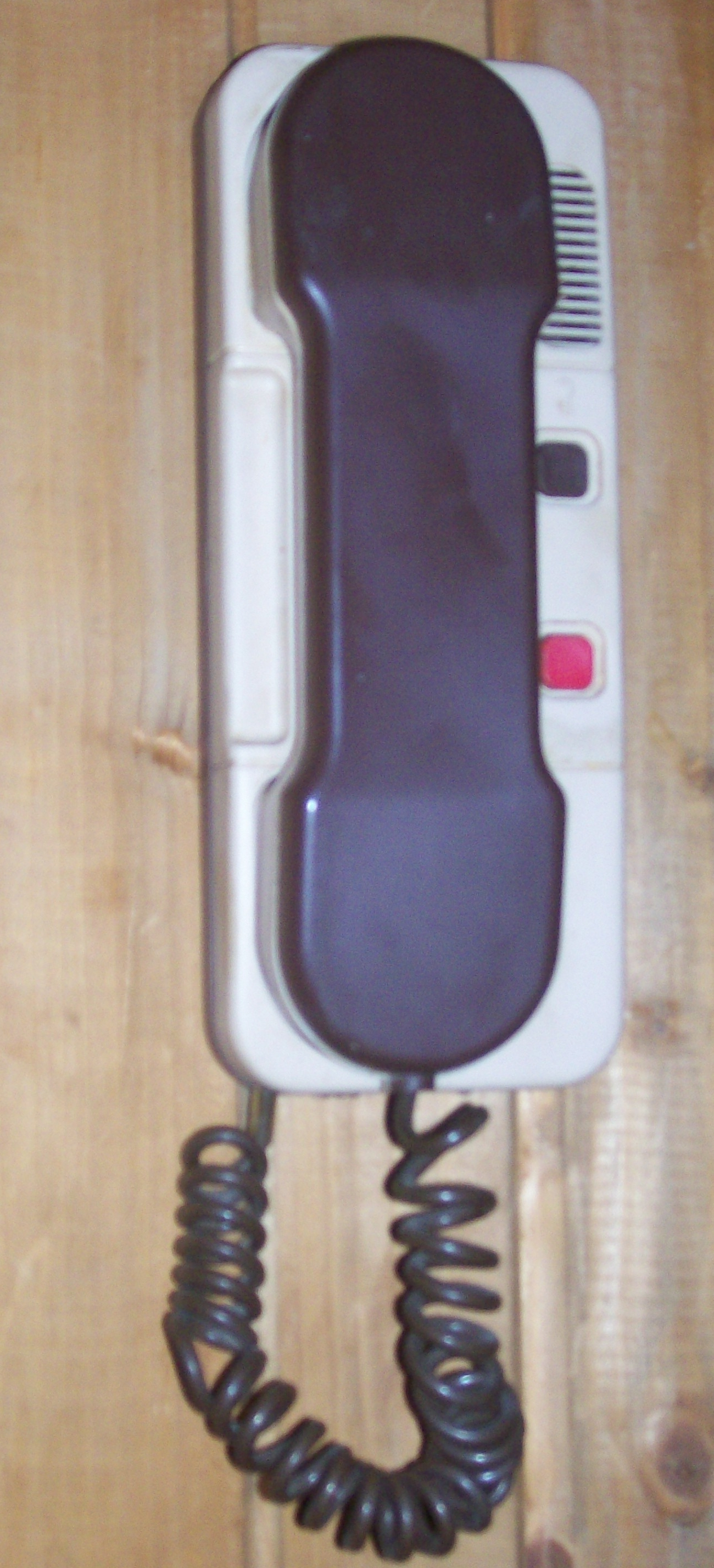
Kaputelefon az előszobában

A kaputelefon csak az elnevezése alapján tartozik a telefonok közé, ez egy olyan elektromos szerkezet, mely beszédkapcsolatot teremt a külső bejárat és egy előszoba között, ezen kívül általában lehetőség van az ajtó kapu távkinyitására is.
Az egyszerűbb kivitel az egylakásos házaknál használható. A bejáratnál lévő hívógombot megnyomják, ekkor hangjelzés hallatszik a lakásban. Ha a lakásban tartózkodók felveszik a telefont, a vendég egy beépített mikrofonon keresztül beszélhet. Ha a tulajdonos fogadja a vendéget, megnyomja a kapunyitó gombot, amely a külső bejáratot kinyitja.
A rendszer többlakásos házaknál is használható. Kezdetben a főbejáratnál egyéni nyomógombok voltak. A vendég a lakáshoz tartozó nyomógombot nyomta meg. Az újabb, korszerűbb megoldásnál 10 számjegyes érintős nyomógombkészlet van. Mellette a lakónévsor van listázva, melyhez kódszám van hozzárendelve. A kódot kell beütni, ekkor a hívott lakásában jelzőhang szól. Ezen kívül törlőgomb és kulcsszimbólum is lehet bizonyos modelleken. A kulcsszimbólum arra szolgál, hogy a lakó a saját lakásához tartozó kóddal ki tudja nyitni a ház külső ajtaját. Először a lakáskódot kell beütni, majd a kulcsszimbólumot megnyomni, ennek hatására nyílászáró elektromágneses zárja nyitható állásba kapcsol.
A berendezés a titkosságot nem biztosítja, mert bár elvileg csak a hívott lakással lehet beszélni egy adott időben, „áthallás” lehetséges, vagyis más lakásokban is hallható és felismerhető lehet a beszélgetés.